# Лес призраков
«Лес призраков» (англ. The Forest) — американо-британский фильм ужасов режиссёра Джейсона Зады. Вышел на экраны 8 января 2016 года.

## Сюжет
Сюжет разворачивается в лесу Аокигахара, реально существующем у Северо-Западного подножия горы Фудзияма в Японии. Сара Прайс (Натали Дормер), молодая американка, получает звонок из полиции Японии, в котором ей сообщают, что её сестра-близнец Джесс, работающая учительницей английского языка в токийской школе, пропала в лесу Аокигахара (который имеет нехорошую славу, поскольку в нём каждый год случаются десятки самоубийств). Поскольку с момента её исчезновения прошло уже несколько дней, полиция уверена, что Джесс уже мертва. Сара отказывается в это верить, так как, будучи её близнецом, она продолжает чувствовать её душу. Не обращая внимания на предостережение своего бойфренда Роба (Оуэн Маккен), девушка прилетает в Японию, дав слово, что вернётся через несколько дней.
С самого первого дня в Японии Сару начинают преследовать ночные кошмары, но американка твёрдо намерена найти пропавшую сестру и приезжает в гостиницу расположенную возле леса. Там она знакомится с журналистом по имени Эйден, который отговаривает Сару идти в лес в одиночку, и объясняет это тем, что в этом лесу опасно оставаться одному. В процессе беседы Сара рассказывает, что её родителей сбил неизвестный водитель (причем, видела их тела только Джесс), а Эйден, в свою очередь, рассказывает о своем младшем брате, регулярно попадающем в передряги.
На следующий день Эйдан, Сара и местный лесник Мичи (Юкиёси Одзава) отправляются на поиски. В пути Мичи сообщает, что, согласно синтоистским верованиям, в лесу обитают призраки самоубийц и умерших насильственной смертью (юрэй), которые не способны причинить жертве физический вред, но могут вызвать галлюцинации. В процессе поисков группа находит тело очередного самоубийцы. Близится ночь, и Мичи настаивает на возвращении. Внезапно Сара находит палатку Джесс. Мичи поясняет, что палатку берут те люди, которые ещё не окончательно решили свести счёты с жизнью. Сара отказывается уходить, несмотря на все убеждения Мичи и Эйдена. В конце концов, Мичи соглашается, а Эйден остается с девушкой.
Ночью Сару начинает преследовать видение девочки, назвавшейся Хосико (Рина Такасаки), которая просит Сару не доверять Эйдену. Сара спотыкается, падает и серьезно ранит ладонь. Наступает утро и Эйден настаивает на немедленном возвращении, так как девушке необходима медпомощь. Вскоре они сбиваются с пути и Сара начинает подозревать Эйдена. Завладев его телефоном, девушка видит в нём фото своей сестры. Решив, что Эйден причастен к её исчезновению, Сара бросается бежать и падает в яму, оказавшуюся подземной пещерой. Там она ещё раз видит Хосико, которая оказывается юрэй. Появляется Эйден и помогает Саре выбраться на поверхность, после чего отдает ей свой нож, дабы она поверила в его непричастность. Сару продолжают преследовать галлюцинации.
Эйден находит заброшенный дом, в котором есть старая сломанная рация. Пока мужчина пытается её починить, Сара находит дверь в подвал, из-за которой слышит голос Джесс. Из-под двери высовывается записка, в которой сестра просит её опасаться Эйдена. Решив, что мужчина является маньяком, Сара убивает его. Умирая, Эйден не понимает поведения Сары и говорит, что никогда не видел Джесс. Одновременно исчезает и записка, после чего девушка понимает, что мужчина был невиновен, а все это, включая фото в телефоне, было галлюцинацией. В подвале Сара видит тела её родителей, где отец застрелил мать, а после покончил с собой. Внезапно он бросается на девушку и хватает её за запястье. Сара отрезает ему пальцы и бежит прочь из дома. Тем временем поисковый отряд, вызванный Мичи, находит живую Джесс, которая все эти дни блуждала по лесу. Сара снова видит Хосико, а, взглянув на свою руку, с ужасом понимает, что пытаясь отрезать пальцы отца, она вскрыла себе вены и истекла кровью, став Юрэй. Тем временем спасённая Джесс перестает чувствовать свою сестру и понимает, что она мертва.
Как только машина с Робом и Джесс отъезжает, Мичи видит призрак Сары в лесу.

## В ролях
| Актёр         | Роль         |
| ------------- | ------------ |
| Натали Дормер | Сара / Джесс |
| Тейлор Кинни  | Эйден        |
| Оуэн Маккен   | Роб          |
| Стефани Вогт  | Валери       |
| Юкиёси Одзава | Мити         |
| Рина Такасаки | Хосико       |
| Норико Сакура | Маюми        |
| Юхо Ямасита   | Сакура       |
| Джеймс Оуэн   | Питер        |

## Съёмки фильма
Съемки начались 17 мая 2015 года в Токио, Япония. Правительство не разрешило проводить съёмки в настоящем лесу Аокигахара (имеющем культовое значение для синтоистов), поэтому съемки проходили в Сербии в лесу на склоне горы Тары.

### Рецензии
- Mark Dujsik. The Forest (англ.). RogerEbert.com (8 января 2016). Дата обращения: 15 января 2016. Архивировано 15 января 2016 года.
- Brian Orndorf. The Forest Preview (англ.). Blu-ray.com (8 января 2016). Дата обращения: 15 января 2016. Архивировано 15 января 2016 года.